# Паш, Мориц
Мориц Паш (нем. Moritz Pasch; 8 ноября 1843, Бреслау — 20 сентября 1930, Бад-Хомбург) — немецкий математик, родоначальник оснований геометрии; именем учёного названы аксиома Паша и теорема Паша.
Родился в семье еврейского предпринимателя из Равича. С 1860 года изучал математику в Университете Бреслау, где подружился с Якобом Розанесом. Среди его учителей были Рудольф Липшиц, Пауль Бахман и Генрих Шретер, под руководством которых получил докторскую степень в 1865 году. Затем учился в Берлине у Карла Вейерштрасса и Леопольда Кронеккера. В 1873 году стал адъюнкт-профессором в Гиссенском университете, а в 1875 году — профессором. Женился в 1875 году, в семье родилось две дочери. 
В 1882 году опубликовал в Лейпциге «Лекции по новой геометрии», где были впервые сформулированы аксиомы порядка, заложившие базу для формализации оснований геометрии; в дальнейшем система была переработана и упрощена Давидом Гильбертом. В 1885—1886 годах был деканом философского факультета, а в 1893—1894 годах ректором. Вышел в отставку в 1911 году, но продолжал публиковаться до последних лет.